# FUN HOUSE
『FUN HOUSE』（ファンハウス）は、2018年にひかりTVチャンネルの配信サービス・dTVチャンネルで配信された日本のWebドラマ。脚本はアサダアツシ、監督は井口昇。ボーイズグループ・祭nine.の主演によるホラードラマである。9話分と最終話のアナザー・ストーリーによる全10話からなる、1話につき9分の連続ショート・ドラマとして公開された。

## 製作
ひかりTVは2018年の夏に2作のホラー・ドラマを提供することを発表した。1つはそれまでにDVD映画としてシリーズ化されていた『ヒトコワ』の連続ドラマ化作品で、もう1つがオリジナルの本作『FUN HOUSE』である。監督の井口昇は、大林宣彦のホラー映画『HOUSE ハウス』へのオマージュを込めて、「この男の子版みたいなホラーを作りたい」と本作を企画した。脚本のアサダアツシは、祭nine.のライブに行った際に持参した差し入れに喜ぶメンバーたちの姿を見て「こいつらと仕事したい！」と思い、それで出来たのが本作であったと述べている。
祭nine.の主演作品としては、『ボイメン新世紀 祭戦士ワッショイダー』（2018年、CBCテレビほか）に次ぐ2作目となる。制作は祭nine.の活動拠点である名古屋の放送局メ〜テレと、所属事務所のフォーチュンエンターテイメントによる。撮影は栃木県で行われた。全編をiPhoneで撮影したドラマであり、登場人物（動画撮影者）の視点によるシーンが多用されている。

## あらすじ
高校生のライガ、カナデ、タカノリ、タクヤ、トーイ、ジュキヤの7人は、ダンス同好会の夏合宿として山奥のペンションにやって来る。ここへ来る途中、山道にマネキンの脚が落ちていて、なぜこんな所にこんな物があるのか変に思っていた。山奥のペンションに着き、クロエとアカネという姉妹に迎えられる。
7人、特にライガとタカノリはダンスの練習で衝突を繰り返している。夕食の時間になってもトーイが帰ってこない。姉妹のことが妙に気になるタクヤは2人をスマートフォンでひそかに撮影していたが、それに気づいたアカネが魔物の姿に変わってタクヤを襲う。それを助けたのは妹のクロエだった。クロエは姉はかつて若い男に捨てられた悲しみからあんなことになったと言うが、クロエもまた魔物に変わってタクヤを襲った。5人はタクヤを探し回るが、リクトとジュキヤも姿を消してしまう。残った3人はこのペンションは変だと気付き外部に連絡しようとするが、電話がつながらない。そして姉妹に襲われたカナデが魔物と化してしまう。別々になったライガとタカノリも姉妹が魔物だと知り、必死に逃げ惑う。
ライガが逃げ込んだある部屋に、大量の男性のマネキンがあった。その中の1体、完全にマネキンになる前の青年が動き出してライガに何かを伝えようとしていた。その青年によると、姉妹はこのペンションを乗っ取り、誘い込んだ若い男をマネキンに変えてから食べる魔女だという。そこへアカネが現れ、逃げるうちにタカノリと再会する。ライガは一度はタカノリに助けられるが、今度はタカノリが姉妹に連れ去られてしまう。ライガはこれまでの経験から魔女たちは光に弱いことを察し、スマートフォンの光を駆使しながら戦ってアカネを倒すことができた。
ライガは捕われた6人のいる部屋にたどりつく。彼らはマネキンになりはじめていた。ライガはタカノリの前にひざまずき涙を流す。その涙がタカノリの脚に落ちると、タカノリは元の姿に戻った。2人はこの方法で皆を元に戻していく。しかし残りがトーイ1人だけになったところにクロエが現れ、トーイを連れて逃げていった。6人はクロエと死闘を繰り広げ、団結してクロエを倒すことができた。しかしトーイはどこへ行ったかわからないままである。
ペンションを後にして6人は帰路に就き、ふたたび山道を行く。そこへ助けられなかったと思っていたトーイが帰ってきて皆は喜び合う。しかし――。

## キャスト
- 祭nine.
  - ライガ:  寺坂頼我
  - カナデ: 野々田奏
  - タカノリ: 清水天規
  - タクヤ: 浦上拓也
  - トーイ: 横山統威
  - リクト: 神田陸人
  - ジュキヤ: 髙崎寿希也
- クロエ: 松本まりか
- アカネ: 護あさな

## スタッフ
- 企画: 新村裕、アサダアツシ
- 脚本: アサダアツシ
- 監督: 井口昇
- 音楽: 倉堀正彦
- 主題歌: 祭nine.「ラビリンス9」（テイチクエンタテインメント）
- 撮影: 野口健司
- 編集: 目見田健
- 制作担当: 今井尚道
- プロデューサー: 楠千恵子、加藤優、柴原祐一
- チーフプロデューサー: 太田雅人
- 撮影協力: 那須のくまさん
- 協力: 東映デジタルラボ、フジアール、三交社
- 制作協力: ダブ
- 制作著作: メ〜テレ、フォーチュンエンターテイメント